# Beryl Davis

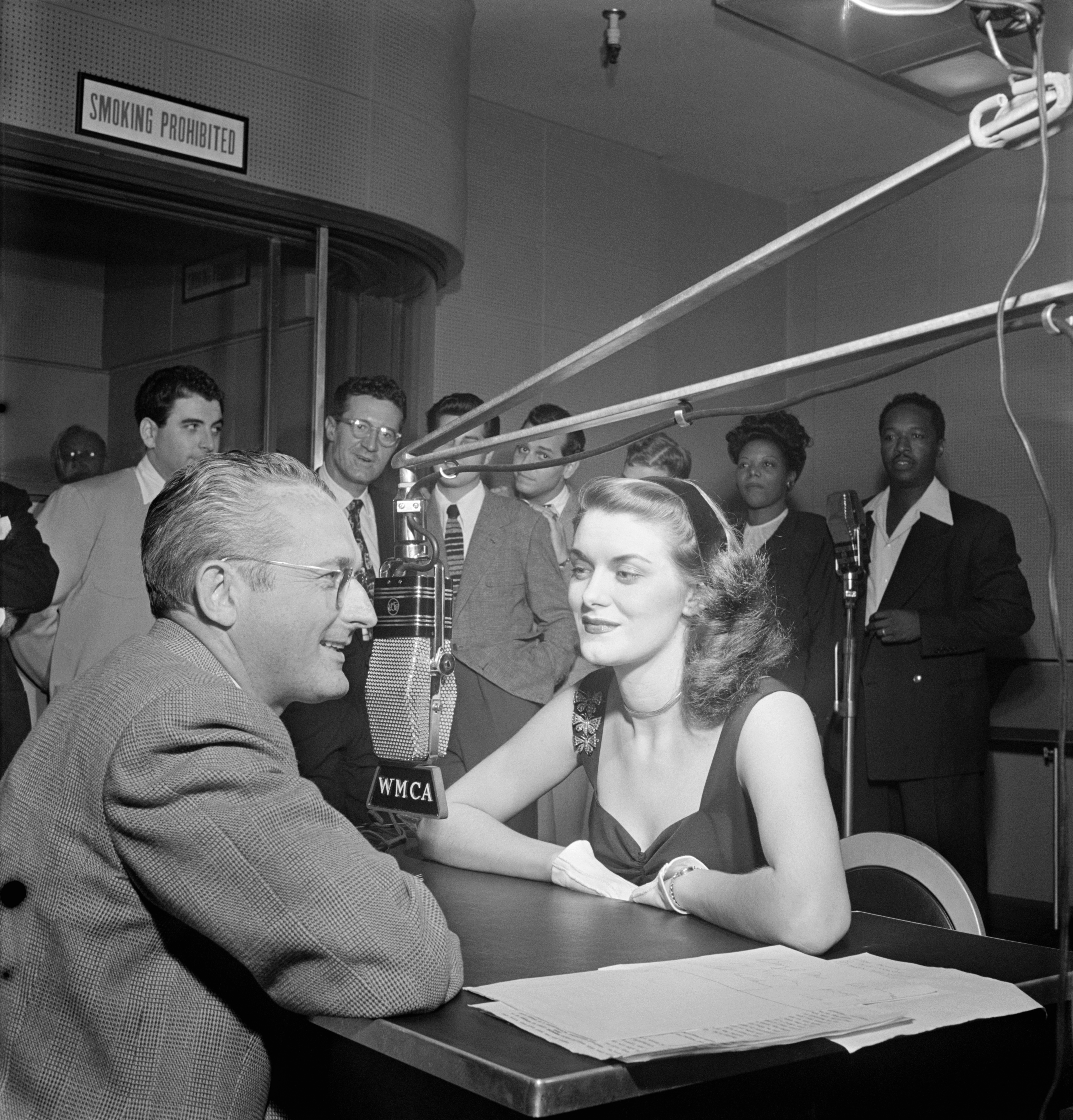
Beryl Davis (rechts) wordt geïnterviewd door Tommy Dorsey, tijdens zijn eerste optreden als diskjockey, oktober 1947 (foto:William Gottlieb)

Beryl Davis (Plymouth, 16 maart 1924 - Los Angeles, 28 oktober 2011) was een Britse bigband-zangeres.
Ze werd geboren in een showbusiness-familie: haar vader was de bandleider Harry Davis en haar zus Lisa Davis Waltz werd later een bekende actrice. Ze begon haar carrière in de band van haar vader. Ze was ook een tapdanser en won twee keer de nationale tapdans-kampioenschappen.
Vanaf medio 1938 tot aan de inval van de Duitsers in Frankrijk maakte ze geluidsopnames en trad ze op met het Quintette du Hot Club de France (met Stéphane Grappelli en Django Reinhardt).
Als zangeres werd ze tijdens de oorlogsjaren populair toen ze optrad voor Engelse en geallieerde soldaten. Ze werd ontdekt door Glenn Miller en zong voor de Army Air Force Orchestra. Na de oorlog vertrok ze naar Los Angeles in Amerika, waar ze onder meer een jaar lang naast Frank Sinatra zong in Your Hit parade. Ook maakte ze met Jane Russell, Connie Haines en Della Russell (later Rhonda Fleming) deel uit van de succesvolle groep The Four Girls. Hun zestien singles en hun albums werden bestsellers. De groep bracht later ook gospels onder de naam Hollywood Christian Group. Verder trad ze op in variety-shows en in films.

## Referentie
1. ↑  http://www.latimes.com/news/obituaries/la-me-beryl-davis-20111101,0,5876467.story Beryl Davis overleden

- Biblioteca Nacional de España: XX1020172
- Bibliothèque nationale de France: cb13942557s (data)
- Gemeinsame Normdatei: 1203125003
- International Standard Name Identifier: 0000 0001 1951 0957
- Library of Congress Control Number: n79088747
- MusicBrainz: 07e49563-6d5a-4d32-ba31-5867282ebaf5
- Nationale Bibliotheek van Israël: 987007334430105171
- SNAC: w6720cbq
- Virtual International Authority File: 74042254
- WorldCat: E39PBJp9pktB9dPVTxmjKvF9Xd